# ヘリオナール
ヘリオナール（英: Helional、Ocean propanalとも）は、1,3-ベンゾジオキソール骨格を持つ有機化合物の一つ。メロンのような果実香、シクラメンやライラックのような花の香りを持つ。純粋なものは結晶であるが、市販品は液体である。「ヘリオナール」は、インターナショナル・フレバー・アンド・フレグランス社の商標である。

## 用途
香粧品、化粧品や洗剤などの香料、ジャスミン・スズラン・シクラメン・ライラックなどのフローラル系のフレグランスの調合原料として利用される。日本の消防法では、危険物第4類第3石油類 （非水溶性）に区分される。

## 製造
ヘリオトロピンとプロピオンアルデヒドを縮合したのち、選択的還元することにより得られる。